# Gaultheria heteromera
Gaultheria heteromera är en ljungväxtart som beskrevs av Rhui Cheng Fang. Gaultheria heteromera ingår i släktet Gaultheria och familjen ljungväxter. Inga underarter finns listade i Catalogue of Life.